# Budzieszewice
Budzieszewice [bud͡ʑɛʂɛˈvit͡sɛ] (tiếng Đức: Lüttmannshagen)  là một ngôi làng thuộc khu hành chính của Gmina Przybiernów, thuộc hạt Goleniów, West Pomeranian Voivodeship, ở phía tây bắc Ba Lan. Nó nằm khoảng 9 kilômét (6 mi) về phía đông nam của Przybiernów, 17 km (11 mi) về phía bắc Goleniów và 36 km (22 mi) về phía đông bắc của thủ đô khu vực Szczecin.